# 半山 (聖誕島)

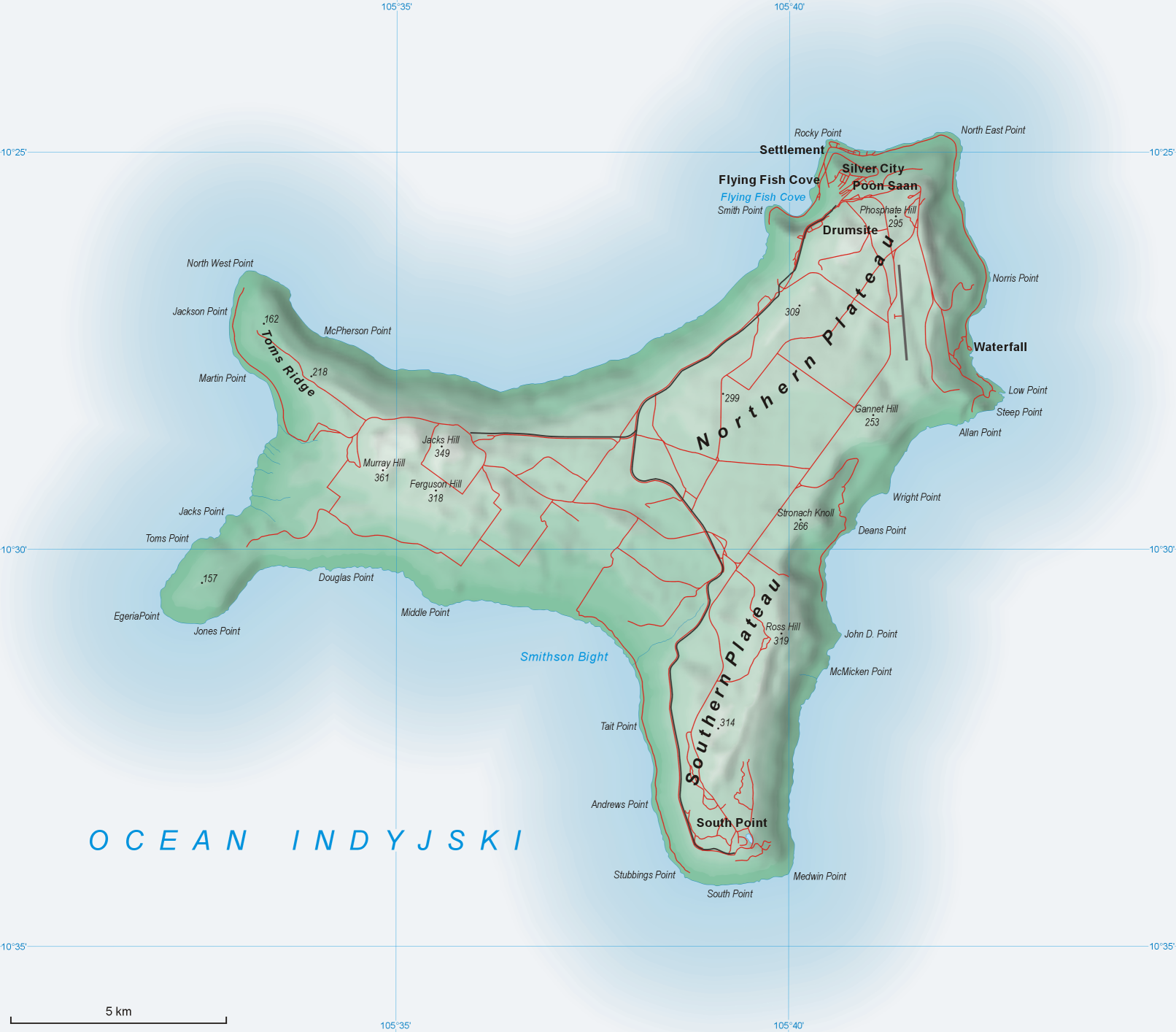
半山在聖誕島的位置

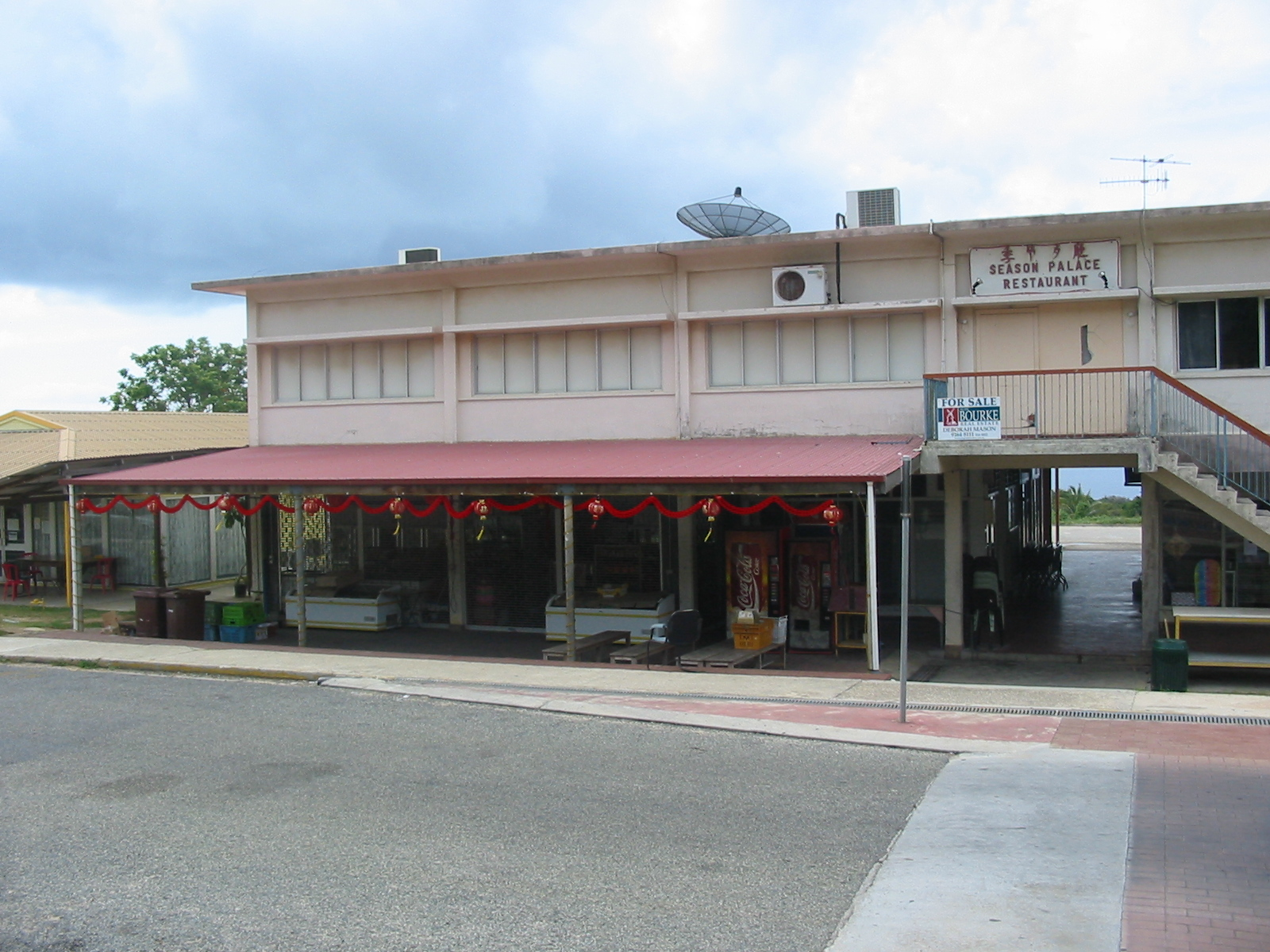
半山的一家商店

半山是澳大利亞海外領地聖誕島第二大定居點，其居民主要為華人，而其英語名稱「Poon Saan」則是粵語「半山」的羅馬化轉寫拼音。當地的民居主要採用源自新加坡的傳統中式建築風格建造，與以西式風格建築為主的首府飛魚灣截然不同。